# Begotten
Begotten ist ein amerikanischer, surrealistischer Experimental- bzw. Horrorfilm.
Der von E. Elias Merhige geschriebene und produzierte Film hatte am 24. Oktober 1989 auf dem Montreal World Film Festival Premiere und gilt als einer der seltsamsten amerikanischen Independentfilme, der unter anderem von Werken Eisensteins und Buñuels beeinflusst wurde. Stilistisch erinnert der grobkörnige Schwarzweißfilm außerdem an Stummfilme wie Das Cabinet des Dr. Caligari (Robert Wiene, 1920), zumal er keine Dialoge enthält, dafür jedoch Naturgeräusche verwendet.
Der kontrovers diskutierte Avantgardefilm mit Body-Horror-Elementen beschäftigt sich vordergründig mit den Themen Religion und der Entstehung der Erde, wobei die expliziten Gewaltdarstellungen (incl. Selbstverstümmelung, Suizid und Vergewaltigung) ein prägnantes Merkmal des optisch wuchtigen Films sind. Zahlreiche Kritiker und Fans feierten das Werk, während Zuschauer aufgrund der Gore-Szenen sowie wegen des surrealen Handlungszusammenhanges teilweise verstört oder ratlos reagierten.

## Handlung
Zu Beginn des Films sieht man ein abgeschiedenes Haus im Wald, in dem ein in Roben gekleideter Gott sich unter Krämpfen selbst mit einem Rasiermesser ausweidet und stirbt. Aus den Gedärmen des toten Körpers erhebt sich eine Frau, „Mutter Erde“, die den toten Gott wiedererweckt und sich mit seinem Samen selbst schwängert. Mutter Erde irrt daraufhin schwanger durch die Welt, bis sie schließlich einen Sohn (auch als „Son of Earth“ oder „Flesh on Bone“ bezeichnet) gebiert, der die Ausmaße eines ausgewachsenen Mannes hat.
Gemeinsam gelangen die beiden in eine karge Wüstenlandschaft, wo sie auf ein gesichtsloses Nomadenvolk treffen. Sie foltern einen anderen Menschen, um ihn am Ende zu zerteilen. Die Gesichtslosen malträtieren auch Mutter Erde und ihren Sohn und nehmen die beiden gefangen.
Danach sind wieder Mutter Erde und ihr Sohn zu sehen, jetzt liegen sie auf einer Wiese. Nach kurzer Zeit fängt ihr Kind an – ähnlich einem epileptischen Anfall – unkontrolliert zu zucken. Mutter Erde fesselt ihr Kind nun, indem sie ihm eine Schlinge um den Hals legt und mit ihm davonzieht.
Die beiden gelangen in eine Art surreale Wüste, in der Blumen wachsen und Rohre ohne erkennbares Muster am Boden verlaufen. Hier treffen sie auf die Kuttenträger, die in der vorherigen Szene den Menschen getötet haben. Sie werden von diesen „Nomaden“ ebenfalls getötet und begraben.
Nach der „Beerdigung“ verblühen alle Pflanzen und die Sonne geht unter. Am nächsten Morgen ist Mutter Erde plötzlich wieder mit ihrem angeleinten Sohn zu sehen. Beide begeben sich wieder in den Wald, der am Anfang des Films zu sehen ist.

## Hintergründe
- Begotten war Merhiges Langfilmdebüt und ursprünglich als erster Teil einer Trilogie geplant;[2]
  - Der zweite Teil, der 14-minütige Kurzfilm Din of Celestial Birds, kam 2006 heraus.[3][4] Din of Celestial Birds handelt von der Entstehung des Universums und der Entwicklung des Lebens auf der Erde bis zum schließlichen Auftreten des Menschen, der von einem Zwischentitel als Son of Light, d. h. vernunft- und erkenntnisbegabtes Wesen, angekündigt wird.
  - 2022 erschien (als: "Opernfilm" in der Reihe Opera on Film des Philadelphia Film Center), unter Mitwirkung von David Wexler als Co-Regisseur, der dritte und abschließende, 40-minütige Teil Polia & Blastema: A Cosmic Opera (Alternativtitel: Polia & Blastema: A Metaphysical Fable), der von zwei getrennten übersinnlichen Wesen handelt, die sich für die beiden verlorene Hälften derselben Gottheit halten und sich daher wiederzufinden und wieder zu vereinigen suchen.[5][6]

- Merhige gab während einer Frage-und-Antwort-Stunde preis, dass die Inspiration von einer Nahtoderfahrung herrühre, die er im Alter von 19 Jahren hatte.

- Der gesamte Film ist in Schwarz-Weiß aufgenommen. Die einzelnen Frames wurden im Nachhinein abfotografiert, um dem Film sein unverwechselbares Aussehen zu geben. Durch diese Technik sind manche Teile der Handlung für den Zuschauer schwer nachvollziehbar, zudem es keine Dialoge gibt.

- Der Film wird im Internet mehrfach mit falschen Produktionsjahren in Verbindung gebracht, u. a. 1990[7] und 1991[8][9]

- Begotten wurde mit dem Budget von nur 33.000 US-Dollar in weniger als einem Monat gedreht.[10]

## Rezeption und Kritiken
Der stark surreale Inhalt des Films bleibt oft vage und verlangt Zuschauern einiges ab, wie mehrere Plattformen, die Zusammenfassungen präsentieren, bestätigen.
Bloomsbury bezeichnet den Film als Kultfilm, der jedoch irrational und unlogisch aufgebaut ist, was aber dazu beiträgt, die unerklärlichen Geheimnisse des Lebens sichtbar zu machen. Begotten sei als Provokation zu verstehen, er sich der Essenz des Menschlichen durch seine umfangreichen Gewaltdarstellungen nähere.
Begotten wird von der Fachzeitschrift Filmmaker Magazine als einer der seltsamsten, amerikanischen Independentfilme der letzten 20 Jahre bezeichnet.

„Begotten is one of the 10 most important films ever made.“

„Begotten eine ungewöhnliche Filmerfahrung zu nennen, wäre noch untertrieben – mit seinem Debütfilm greift E. Elias Merhige sämtliche Konventionen des Kinos an und ist nur jenen Zuschauern zu empfehlen, denen David Lynchs Eraserhead noch zu amüsant und handlungsorientiert erscheint. Die Optik des Films erdrückt den Zuschauer, lässt ihm keinerlei Rückzugsraum, erschlägt ihn mit purer Anarchie und wird dabei durch ein nervenzerfetzendes Ächzen, Kratzen, Sirren und Sägen auf der Tonspur unterstützt.“

## Nachwirkungen
- Die renommierte amerikanische Regisseurin und Filmkritikerin Susan Sontag war so begeistert von Begotten, den sie als „Meisterwerk“ (Masterpiece) bezeichnete, dass sie den Film bei der Berlinale vorstellte. Daraufhin äußerte sich auch der deutsche Regisseur Werner Herzog lobend zu dem kontrovers diskutierten Independentwerk.[13]

- An der State University of New York betreute Regisseur Aram Avakian Begotten als Abschlussarbeit seines Studenten Elias Merhige. Er war schon damals von dem Potenzial des Experimentalfilms überzeugt und sagte er würde Filmgeschichte schreiben und in die Fachliteratur eingehen.[10]

- Der Stil von Begotten wird in den beiden Musikvideos zu Cryptorchid[14] und Antichrist Superstar[15] zitiert, bei denen Merhige für den bekennenden Begotten-Fan Marilyn Manson die Regie übernahm.[12]

- Im Rahmen einer Ausstellung wurde Begotten vom Museum of Modern Art in New York gezeigt[10]